# قاعدة الإمدادات والتموين العسكرية (السعودية)
قاعدة الإمدادات والتموين الرئيسية تعتبر من أقدم القواعد العسكرية المعاصرة في القوات البرية والمسلحة، ولها تاريخ كبير ومهم نظراً لما كانت تحتويه من وحدات وتشكيلات. أُنشئت القاعدة في منطقة الرياض عام 1370 هـ / 1950م، وكان يطلق عليها اسم «منطقة الخرج العسكرية»، حيث كانت بها وحدات قتالية ووحدات أخرى مساندة.
كان مقر قيادة المنطقة بقصر مشرف في محافظة الخرج، وهو أحد قصور الملك عبد العزيز آل سعود، بينما كانت بقية الوحدات العسكرية الأخرى موزعة على بقية القصور الملكية. وفي عام 1383 هـ / 1963م تحولت المنطقة إلى قاعدة باسم «قاعدة الإمدادات والتموين الرئيسية» في الخرج، ومن ثم انتقلت إلى مقرها الحالي.